# Rupt-en-Woëvre
Rupt-en-Woëvre est une commune française située dans le département de la Meuse, en région Grand Est.

## Géographie

### Hydrographie
La commune est traversée par la ligne de partage des eaux entre les bassins versants du Rhin et de la Meuse au sein du bassin Rhin-Meuse. Elle est drainée par le ruisseau de Rupt et le ruisseau d'Amblonville,.
Le ruisseau de Rupt, d'une longueur de 12 km, prend sa source dans la commune de Mouilly et se jette  dans la Meuse à Troyon, après avoir traversé cinq communes. 

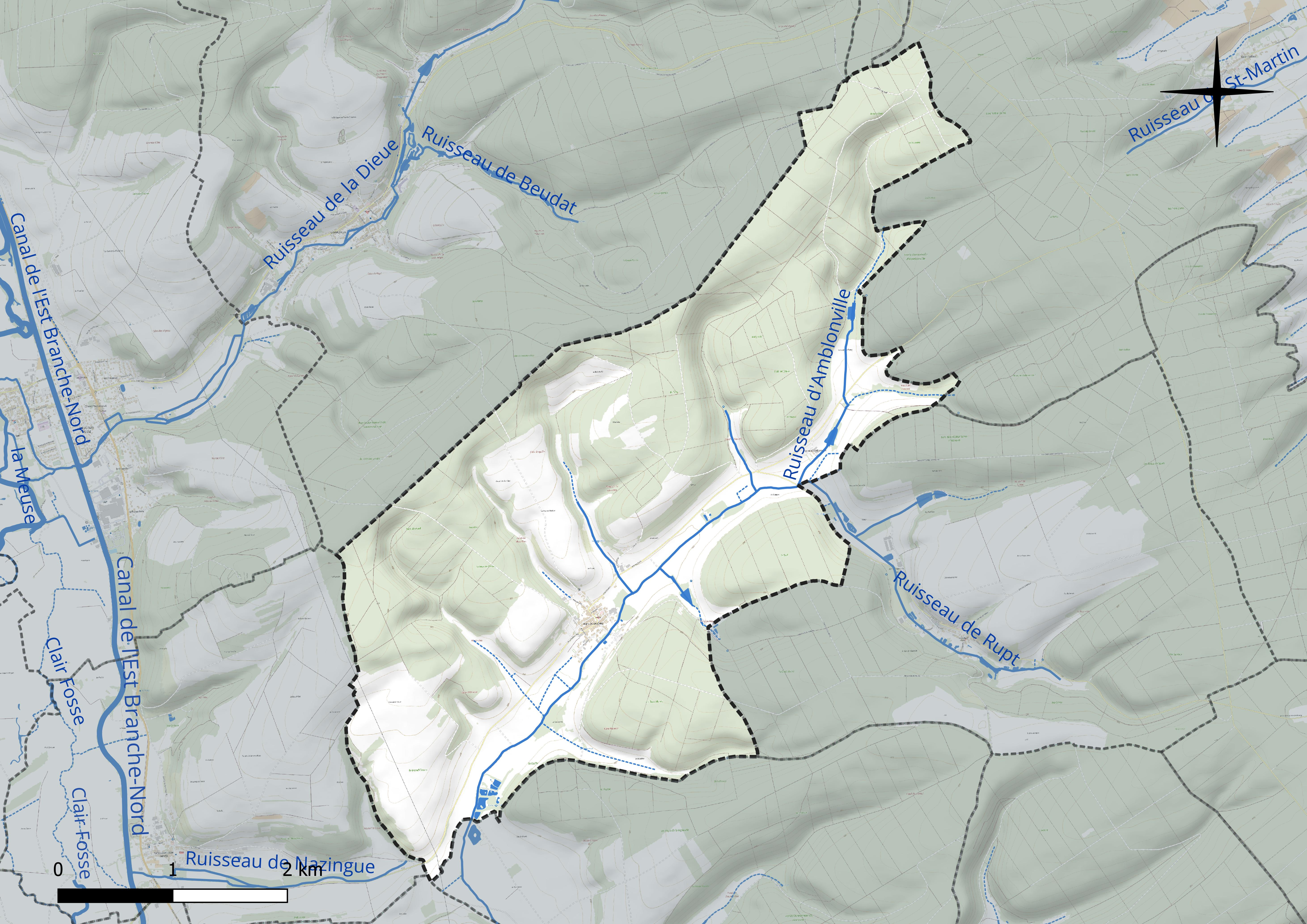
Réseau hydrographique de Rupt-en-Woëvre.

### Climat
Pour des articles plus généraux, voir Climat du Grand Est et Climat de la Meuse.
En 2010, le climat de la commune est de type climat de montagne, selon une étude du Centre national de la recherche scientifique s'appuyant sur une série de données couvrant la période 1971-2000. En 2020, Météo-France publie une typologie des climats de la France métropolitaine dans laquelle la commune est exposée à un climat océanique altéré et est dans la région climatique  Lorraine, plateau de Langres, Morvan, caractérisée par un hiver rude (1,5 °C), des vents modérés et des brouillards fréquents en automne et hiver. 
Pour la période 1971-2000, la température annuelle moyenne est de 9,5 °C, avec une amplitude thermique annuelle de 15,9 °C. Le cumul annuel moyen de précipitations est de 982 mm, avec 14,1 jours de précipitations en janvier et 9,9 jours en juillet. Pour la période 1991-2020, la température moyenne annuelle observée sur la station météorologique de Météo-France la plus proche, « Bonzée_sapc », sur la commune de Bonzée à 9 km à vol d'oiseau, est de 10,6 °C et le cumul annuel moyen de précipitations est de 783,7 mm. 
La température maximale relevée sur cette station est de 40,6 °C, atteinte le 24 juillet 2019 ; la température minimale est de −17,3 °C, atteinte le 7 février 2012,,. 
Les paramètres climatiques de la commune ont été estimés pour le milieu du siècle (2041-2070) selon différents scénarios d'émission de gaz à effet de serre à partir des nouvelles projections climatiques de référence DRIAS-2020. Ils sont consultables sur un site dédié publié par Météo-France en novembre 2022.

## Urbanisme

### Typologie
Au 1er janvier 2024, Rupt-en-Woëvre est catégorisée commune rurale à habitat dispersé, selon la nouvelle grille communale de densité à sept niveaux définie par l'Insee en 2022.
Elle est située hors unité urbaine. Par ailleurs la commune fait partie de l'aire d'attraction de Verdun, dont elle est une commune de la couronne,. Cette aire, qui regroupe 103 communes, est catégorisée dans les aires de moins de 50 000 habitants,.

### Occupation des sols
L'occupation des sols de la commune, telle qu'elle ressort de la base de données européenne d’occupation biophysique des sols Corine Land Cover (CLC), est marquée par l'importance des forêts et milieux semi-naturels (67 % en 2018), en diminution par rapport à 1990 (68,3 %). La répartition détaillée en 2018 est la suivante : 
forêts (67 %), terres arables (26,4 %), prairies (4,6 %), zones urbanisées (2 %). L'évolution de l’occupation des sols de la commune et de ses infrastructures peut être observée sur les différentes représentations cartographiques du territoire : la carte de Cassini (XVIIIe siècle), la carte d'état-major (1820-1866) et les cartes ou photos aériennes de l'IGN pour la période actuelle (1950 à aujourd'hui).

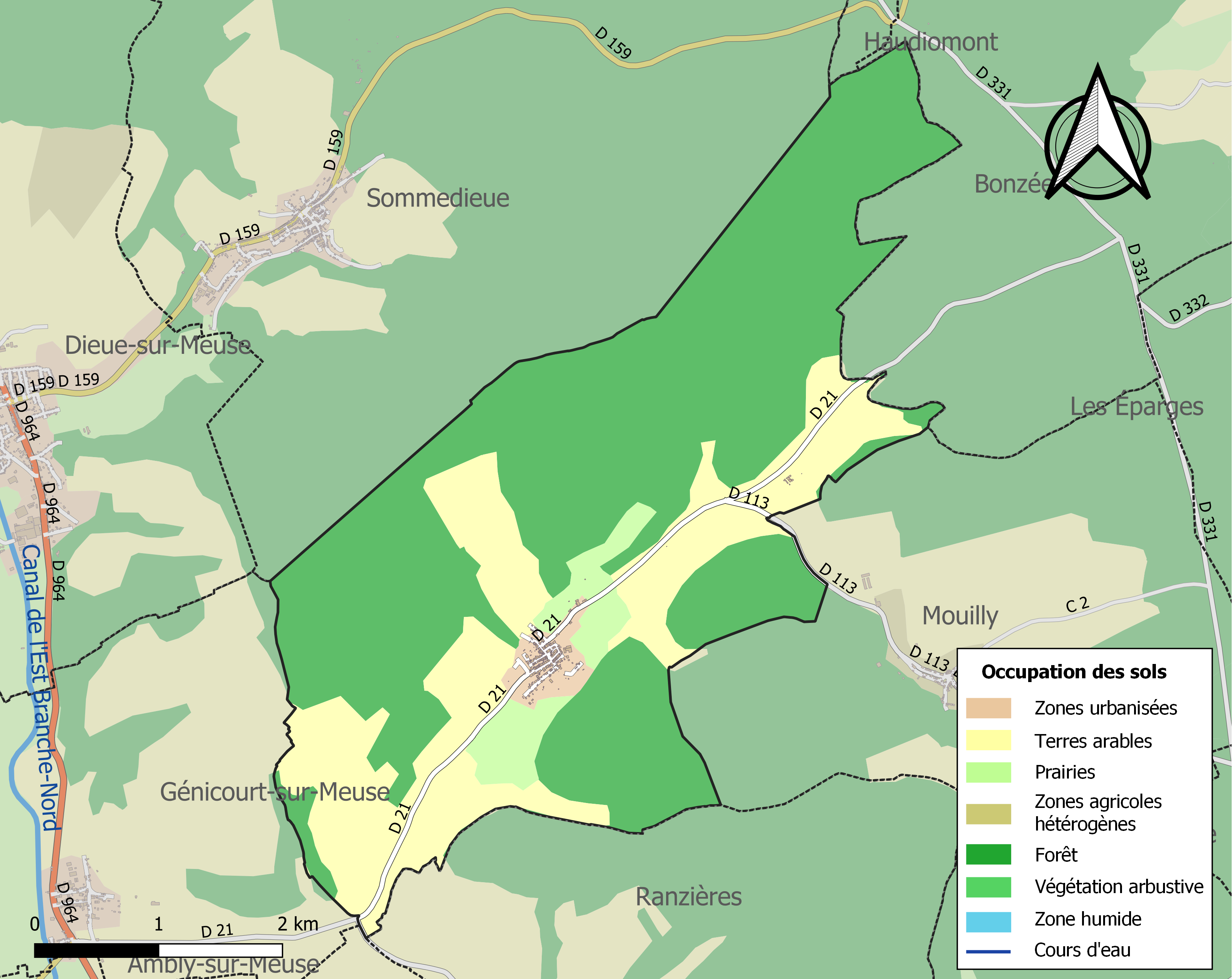
Carte des infrastructures et de l'occupation des sols de la commune en 2018 (CLC).

## Toponymie
Le nom de la localité est attesté sous les formes Ru (1100) ; Ruh (1160) ; Rivus (1165) ; Altaria de Ru (1194) ; Rhu, Rhux (1194) ; Rup de leis Amblonville (1242) ; « Que nous avons fait Neuve ville, à la loi de Biaumont ; de Ru notre ville » (1247) ; Nueve-ville-Rhu, Ville-Rhu, Ville-Ru (1247) ; Ruz (1549) ; Rux (1642) ; Rupt (1700) ; Parochialis ecclesia de Rupe (1738).

L’appellatif toponymique et hydronymique Rupt ou –rupt  désigne à l'origine un cours d'eau, un ru ou un ruisseau.
 
Village sur le ruisseau de Mouilly.

La Woëvre est une région naturelle du nord-est de la France, située dans la région Lorraine, essentiellement dans le département de la Meuse

## Histoire
Durant la Première Guerre mondiale, en octobre 1914, la seconde ligne de front se situe sur le territoire de la commune.

## Politique et administration

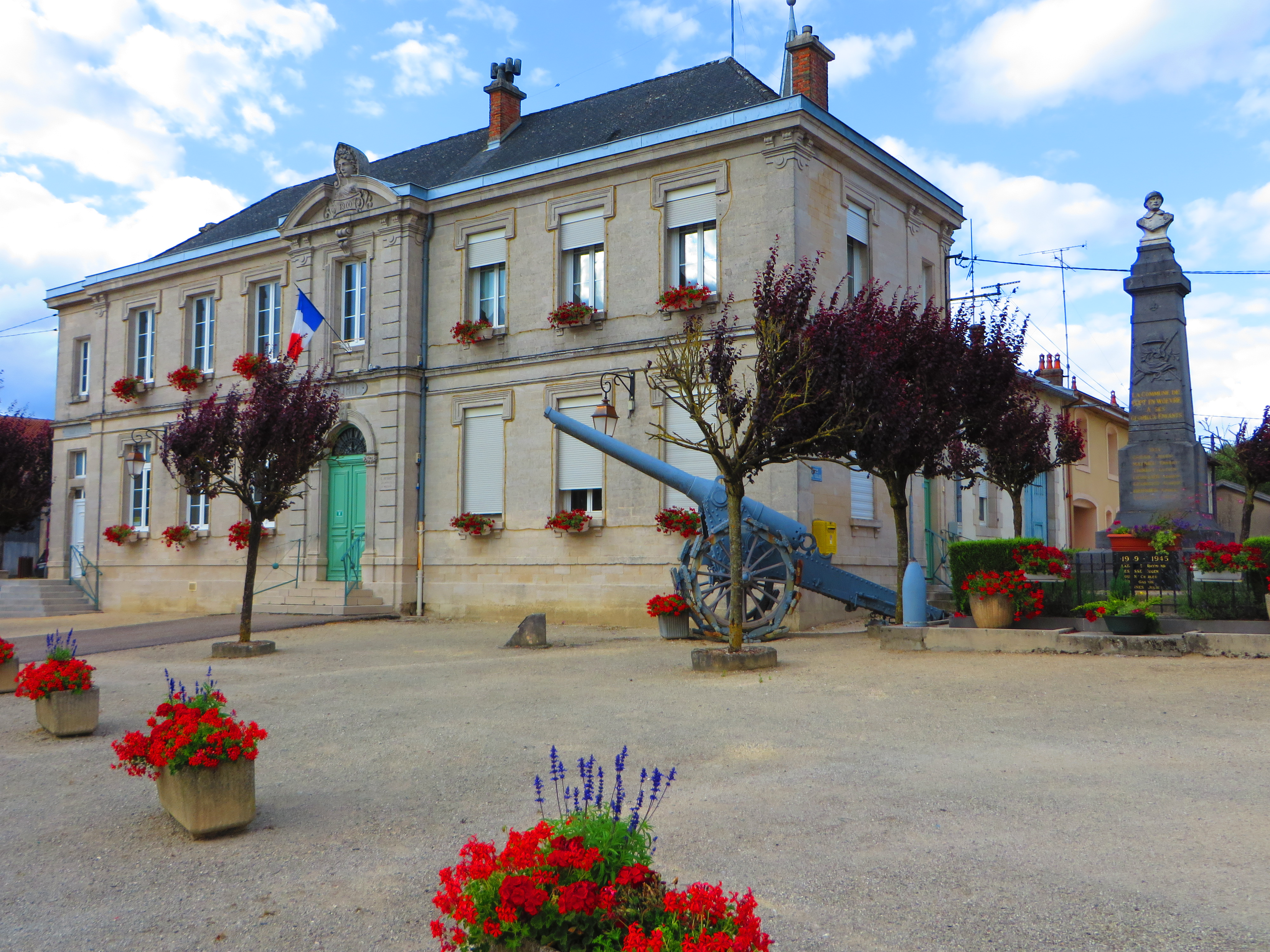
La mairie.

| Période                                  | Période  | Identité         | Étiquette | Qualité    |
| ---------------------------------------- | -------- | ---------------- | --------- | ---------- |
| Les données manquantes sont à compléter. |          |                  |           |            |
| mars 2008                                | mai 2020 | Alain Henrionnet |           |            |
| mai 2020                                 | En cours | Marc Champlon    |           | Commerçant |

## Population et société

### Démographie
L'évolution du nombre d'habitants est connue à travers les recensements de la population effectués dans la commune depuis 1793. Pour les communes de moins de 10 000 habitants, une enquête de recensement portant sur toute la population est réalisée tous les cinq ans, les populations de référence des années intermédiaires étant quant à elles estimées par interpolation ou extrapolation. Pour la commune, le premier recensement exhaustif entrant dans le cadre du nouveau dispositif a été réalisé en 2005.

En 2022, la commune comptait 282 habitants, en évolution de −6,62 % par rapport à 2016 (Meuse : −4,4 %, France hors Mayotte : +2,11 %).
| 1793 | 1800 | 1806 | 1821 | 1831 | 1836 | 1841 | 1846 | 1851 |
| ---- | ---- | ---- | ---- | ---- | ---- | ---- | ---- | ---- |
| 774  | 789  | 799  | 803  | 721  | 731  | 691  | 709  | 665  |

| 1856 | 1861 | 1866 | 1872 | 1876 | 1881 | 1886 | 1891 | 1896 |
| ---- | ---- | ---- | ---- | ---- | ---- | ---- | ---- | ---- |
| 637  | 630  | 650  | 644  | 662  | 568  | 584  | 564  | 540  |

| 1901 | 1906 | 1911 | 1921 | 1926 | 1931 | 1936 | 1946 | 1954 |
| ---- | ---- | ---- | ---- | ---- | ---- | ---- | ---- | ---- |
| 539  | 548  | 508  | 372  | 463  | 404  | 413  | 333  | 375  |

| 1962 | 1968 | 1975 | 1982 | 1990 | 1999 | 2005 | 2006 | 2010 |
| ---- | ---- | ---- | ---- | ---- | ---- | ---- | ---- | ---- |
| 385  | 352  | 335  | 341  | 299  | 305  | 301  | 303  | 305  |

| 2015 | 2020 | 2022 | - | - | - | - | - | - |
| ---- | ---- | ---- | - | - | - | - | - | - |
| 303  | 284  | 282  | - | - | - | - | - | - |

## Économie
Le siège social de la société Europe Echafaudage (impliquée dans la reconstruction de la flèche de la Cathédrale Notre Dame de Paris) est situé à Rupt-en-Woëvre. 

## Culture locale et patrimoine

### Lieux et monuments
- L'église de l'Assomption XVIIIe siècle.

### Décoration française
- Croix de guerre 1914-1918 : 11 août 1921.

### Héraldique
| Blason de Rupt-en-Woëvre | Blason  | Parti : au 1er d'or à la bande de gueules chargée de trois alérions d'argent, au 2d d'azur à trois croisettes recroisetées au pied fiché d'argent ; au chef de sinople chargé d'un canon [de Bange de 155] d'argent. Ornements extérieursCroix de guerre 1914-1918                                                                     |
| Blason de Rupt-en-Woëvre | Détails | Le premier est aux armes de la Lorraine et le second évoque l'appartenance à l'évêché de Verdun. Le canon de Bange de 155, a été utilisé en 1915 lors de la bataille des Éparges. Un exemplaire fut retrouvé dans le sol de la commune vers 1980, restauré et placé devant la mairie. Le statut officiel du blason reste à déterminer. |